# 天応 (日本)
天応（）は、日本の元号の一つ。宝亀の後、延暦の前。西暦の781年から782年に相当する。この時代の天皇は光仁天皇、桓武天皇。

## 改元
- 宝亀12年1月1日（ユリウス暦781年1月30日）：伊勢斎宮に現れた美雲の瑞祥により改元[1]。元日の改元は日本史上唯一[2]。
- 天応2年8月19日（ユリウス暦782年9月30日）：延暦に改元。

## 天応年間の出来事
- 元年（781年）
  - 4月3日 - 光仁天皇が退位し山部親王が践祚（桓武天皇）。
  - 4月15日 - 桓武天皇即位礼。
  - 12月23日 - 光仁上皇崩御。
  - 中宮職を置く。
  - 遣唐使布勢清直ら帰国。
  - 持節征東大使藤原小黒麻呂、蝦夷征討を終えて帰京。

### 死去
- 元年
  - 12月23日 - 光仁上皇（第49代天皇）

## 西暦との対照表
※は小の月を示す。
| 天応元年（辛酉） | 一月※    | 二月   | 三月※ | 四月 | 五月※ | 六月  | 七月※ | 八月※ | 九月  | 十月※ | 十一月 | 十二月※ |         |
| ---------------- | -------- | ------ | ----- | ---- | ----- | ----- | ----- | ----- | ----- | ----- | ------ | ------- | ------- |
| ユリウス暦       | 781/1/30 | 2/28   | 3/30  | 4/28 | 5/28  | 6/26  | 7/26  | 8/24  | 9/22  | 10/22 | 11/20  | 12/20   |         |
| 天応二年（壬戌） | 一月     | 閏一月 | 二月※ | 三月 | 四月  | 五月※ | 六月  | 七月※ | 八月※ | 九月  | 十月※  | 十一月  | 十二月※ |
| ユリウス暦       | 782/1/18 | 2/17   | 3/19  | 4/17 | 5/17  | 6/16  | 7/15  | 8/14  | 9/12  | 10/11 | 11/10  | 12/9    | 783/1/8 |